# Paralacydes smithii
Paralacydes smithii är en fjärilsart som beskrevs av Holland 1897. Paralacydes smithii ingår i släktet Paralacydes och familjen björnspinnare. Inga underarter finns listade i Catalogue of Life.